# El Cantu Baxo
El Cantu Baxo (spanisch Canto de Abajo) ist ein Weiler in der Parroquia Pola de Laviana der Gemeinde Laviana in der autonomen Gemeinschaft Asturien in Spanien.

## Geographie
El Cantu Baxo ist ein Dorf / Weiler mit 14 Einwohnern (2011) der eigentlich aus 2 Weilern besteht, El Cantu Baxo (4 Einwohner 2011) und El Cantu Riba (10 Einwohner 2011). Es liegt auf 600 m. 
El Cantu Baxo ist 3 – 3,2 km von Pola de Laviana, dem Hauptort der Gemeinde Laviana entfernt.

## Wirtschaft
Der Weiler besteht aus landwirtschaftlichen Betrieben, die jedoch nicht mehr alle genutzt werden. 

Land- und Forstwirtschaft sowie der Abbau von Kohle und Eisen haben die Region seit Jahrhunderten geprägt.

## Klima
Angenehm milde Sommer mit ebenfalls milden, selten strengen Wintern. In den Hochlagen können die Winter durchaus streng werden.